# Pépieux
Pépieux település Franciaországban, Aude megyében. Lakosainak száma 1105 fő (2022. január 1.). Pépieux Azille, Cesseras, Olonzac és Siran községekkel határos.

## Népesség
A település népességének változása:
| Lakosok száma | 807  | 992  | 1041 | 974  | 1019 | 1047 | 1068 | 1087 | 1087 | 1105 |
|               | 1968 | 1982 | 1990 | 2006 | 2013 | 2015 | 2017 | 2019 | 2020 | 2022 |